# Schwennenbach
Schwennenbach ist ein Ortsteil von Höchstädt an der Donau im Landkreis Dillingen an der Donau (Bayern). 

## Geographie
Das Pfarrdorf liegt fünf Kilometer nördlich von Höchstädt am Übergang von der Blindheimer Hochterrasse zur Liezheimer Alb. Es wird vom Kugelbach durchflossen, der am Kugelberg, südwestlich von Oberliezheim, entspringt. Ursprünglich hieß dieser Bach vermutlich Swindenbach, dieser Name wurde auf den Ort übertragen.

## Geschichte
Schwennenbach wird im Jahr 1241 erstmals als Swinnenbach überliefert. Bis zur Mitte des 14. Jahrhunderts war der Ort Sitz eines niederen Adelsgeschlechts. 
Mit der Vogtei Höchstädt kam Schwennenbach durch das konradinische Erbe im Jahr 1268 zum Herzogtum Bayern. Im Jahr 1505 kam es zum neu gebildeten Fürstentum Pfalz-Neuburg. 
Der Ort gehörte bis zur Bildung der Bezirksämter im Jahr 1862 zum Landgericht Höchstädt. Am 1. Mai 1978 wurde die bis dahin selbständige Gemeinde Schwennenbach nach Höchstädt eingemeindet.

## Sehenswürdigkeiten

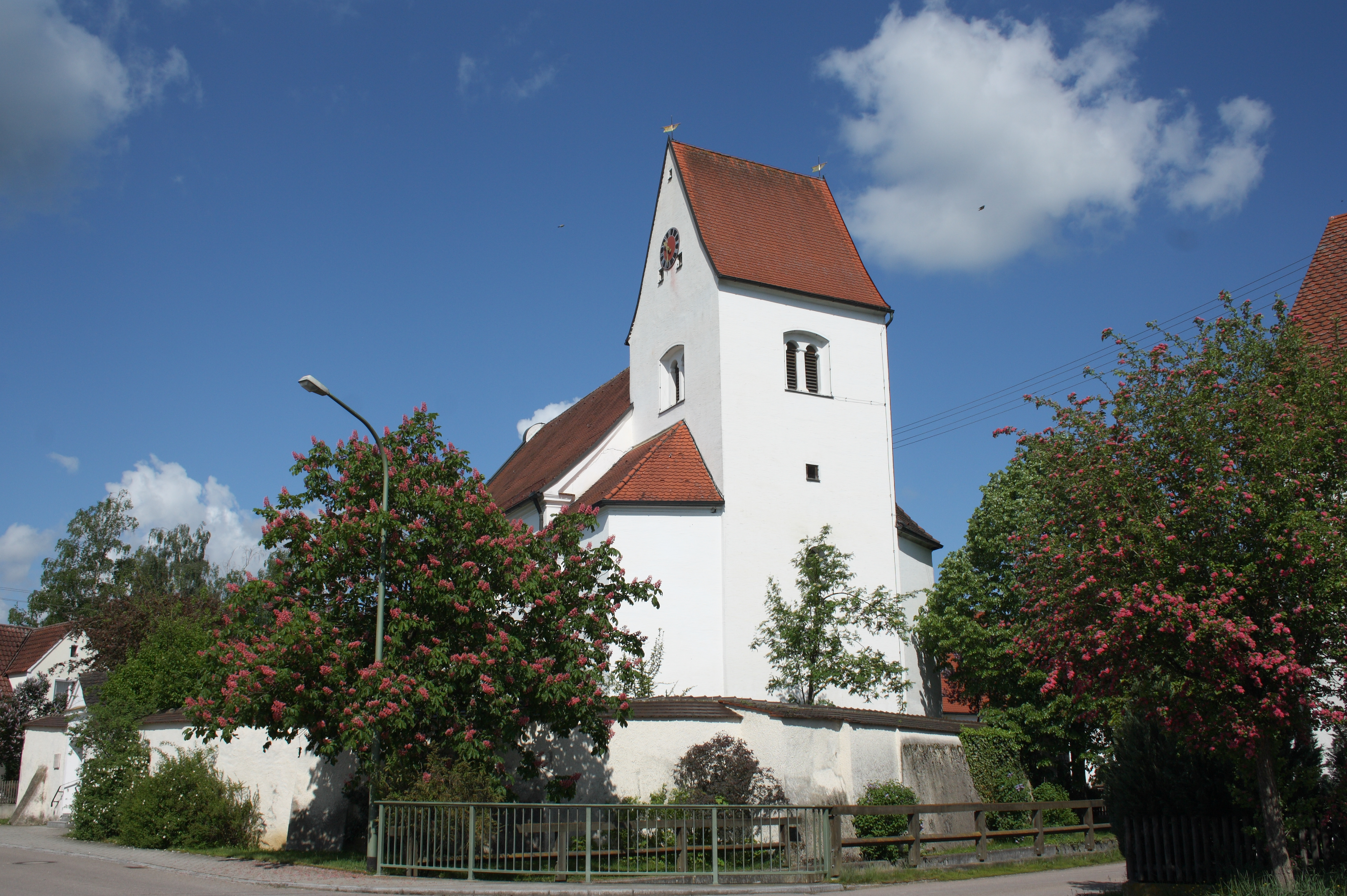
Kirche Maria Immaculata

- Katholische Pfarrkirche Maria Immaculata, im Kern aus dem 14. Jahrhundert
- Pfarrhaus, erbaut 1708

## Bodendenkmäler
Siehe: Liste der Bodendenkmäler in Höchstädt an der Donau